# Rás
Rás (szlovákul: Hrašovík, korábban Rašovík) község Szlovákiában, a Kassai kerület Kassa-környéki járásában.

## Fekvése
Kassától 6 km-re északkeletre, a Tarca-folyó jobb partján található.

## Története
A régészeti leletek tanúsága szerint területén már a korai bronzkorban emberi település állt.
A falu valószínűleg a 11.–12. században keletkezett. 1270-ben „Raasfelde” néven említik először, amikor V. István király Rást és Rozgonyt a Rozgonyi család ősének, Reinoldnak adja. 1427-ben tíz portát számláltak a faluban. A Rozgonyiak birtoka, majd a 16. században az esztergomi káptalané. 1553-ban öt portája volt. 1605-ben Kassa városának faluja lett. 1746-ban 79 lakosa volt, közülük 18 római katolikus, 10 görögkatolikus, 19 luteránus, 14 kálvinista és 18 gyerek.
A 18. század végén Vályi András így ír róla: „RÁS. Rózsavég. Magyar falu Abaúj Vármegyében, földes Ura a’ Nagyszombati Szeminárium, lakosai katolikusok leginkább, fekszik Kassa Újfaluhoz nem meszsze, mellynek filiája; határjában legelője szoros, és nem elég, földgyének is egy harmad része sovány, piatza Kassán van.”
Fényes Elek 1851-ben kiadott geográfiai szótárában így ír a faluról: „Rás, Rassowig, tót falu, Abauj vmegyében, ut. p. Kassához 1 órányira a Tarcza völgyében, 55 k., 66 evang., 101 ref. lak. F. u. a Sz. István seminariuma.”
Borovszky Samu monográfiasorozatának Abaúj-Torna vármegyét tárgyaló része szerint: „Rozgonynyal szemben, a Tárcza jobb partján van Rás kisközség 49 házzal, 279 magyar és tót lakossal. Utolsó postája Rozgony, táviróállomása Kassa.”
A trianoni diktátumig Abaúj-Torna vármegye Kassai járásához tartozott.

## Népessége
| Év:            | 1994. | 2004.    | 2014.    | 2024. |
| -------------- | ----- | -------- | -------- | ----- |
| Emberek száma: | 264   | 298      | 330      | 429   |
| Eltérés:       |       | +12,87 % | +10,73 % | +30 % |

| Év:            | 2023. | 2024.   |
| -------------- | ----- | ------- |
| Emberek száma: | 418   | 429     |
| Eltérés:       |       | +2,63 % |

1910-ben 322, túlnyomórészt szlovák lakosa volt.
2001-ben 274 lakosából 267 szlovák volt.
2011-ben 321 lakosából 307 szlovák.